# Mrs. Chippy

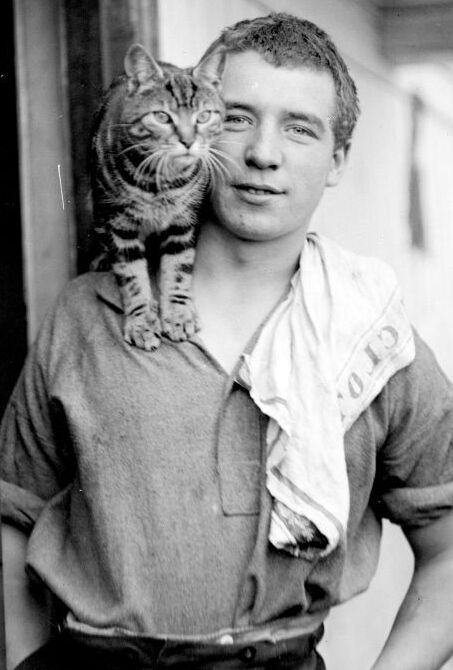
Mrs. Chippy auf der Schulter von Steward Perce Blackborow (1914)

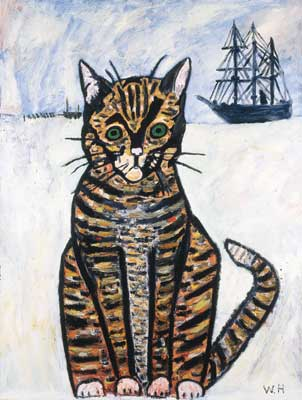
Wolf Howard: Mrs Chippy

Mrs. Chippy († 30. Oktober 1915 auf dem Packeis des Weddell-Meers, Antarktis) war die Schiffskatze der Endurance auf Ernest Shackletons Imperial Trans-Antarctic Expedition.

## Leben
Die getigerte Hauskatze war von Harry McNish, dem „Chippy“ genannten Schiffszimmermann, mit an Bord gebracht worden und erhielt ihren Namen, bevor entdeckt wurde, dass es sich um ein männliches Tier handelte. Mrs. Chippy wird als hübscher, anhänglicher und gutmütiger Kater beschrieben. Er erwies sich als guter Mäuse- und Rattenfänger und erfreute sich unter der Mannschaft allgemeiner Beliebtheit. Die Männer amüsierte, wie Mrs. Chippy sich anscheinend einen Spaß daraus machte, über die Dächer der Zwinger zu stolzieren, immer knapp außerhalb der Reichweite der tobenden Hunde. Außerdem brachten die Kletterkünste des Katers, selbst bei rauester See, ihm Respekt ein. Am Anfang der Reise, am 13. September 1914, sprang Mrs. Chippy durch ein Bullauge und fiel ins Meer. Der wachhabende Offizier Huberht Hudson (1886–1942) wendete das Schiff und ließ den Kater mit dem Fangnetz des Biologen Robert Clark (1882–1950) wieder an Bord holen.
Als die Endurance, die bereits im Januar 1915 vom Packeis eingeschlossen worden war, dem Pressdruck nicht mehr standhielt und Ende Oktober sank, ordnete Shackleton an, alle Tiere ohne konkreten Nutzen – drei Hundewelpen, den Schlittenhund Sirius, der sich nicht wie die anderen einspannen ließ, und Mrs. Chippy – zu erschießen. In seinem Buch South zitierte er später sein Tagebuch, unter den neuen Umständen hätte man es sich nicht leisten können, „Schwächlinge“ durchzufüttern. Der Kapitän der Endurance Frank Worsley verteidigte Shackletons Entscheidung 1931 mit dem Hinweis, dass der Kater ohne den Schutz durch das Schiff von den Hunden gefressen worden wäre. Im Falle von Mrs. Chippy und den Welpen fiel es dem Zweiten Offizier Thomas Crean zu, das Urteil zu vollstrecken.

## Nachwirkungen

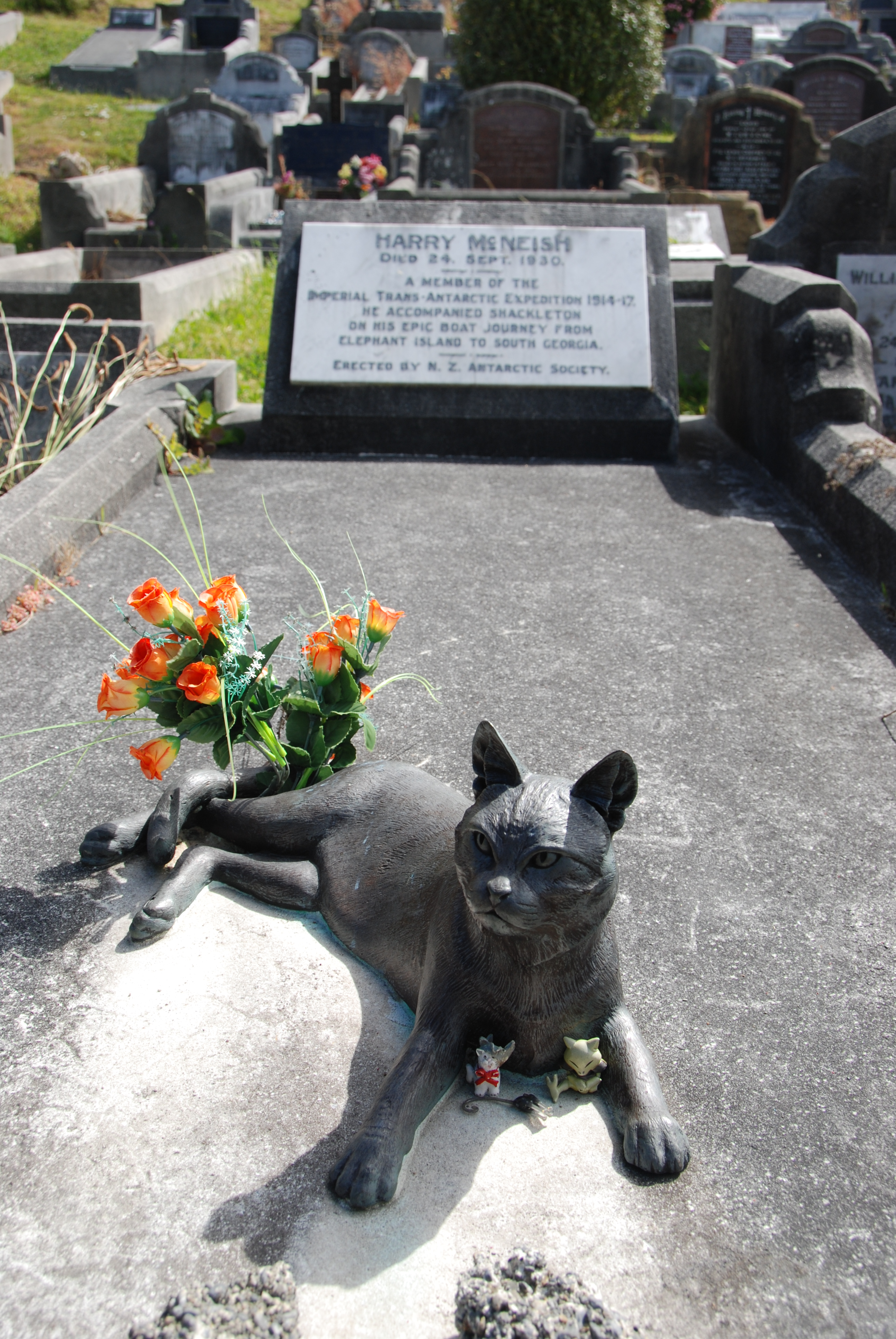
Bronzeskulptur Mrs. Chippys auf McNishs Grab (2010)

Harry McNish verzieh dem Expeditionsleiter nie. Sein Groll führte zu wachsenden Spannungen zwischen den beiden Männern, die eines Tages im Versuch einer offenen Befehlsverweigerung McNishs kulminierten. Obwohl er als Zimmermann zweifellos einen gewichtigen Anteil an der erfolgreichen Rettung der gesamten Besatzung der Endurance hatte, gehörte er zu den wenigen, die wegen „Illoyalität“ nicht mit der Polarmedaille ausgezeichnet wurden. Er starb 1930 in Wellington, Neuseeland, und bekam ein Armenbegräbnis auf dem dortigen Karori-Friedhof. Erst 1959 stiftete die Neuseeländische Antarktis-Gesellschaft dem Veteranen einen Grabstein. Im Auftrag der Gesellschaft schuf der Bildhauer Chris Elliott im Jahr 2004 eine lebensgroße Bronzeskulptur Mrs. Chippys, die seither das Grab McNishs schmückt.
1997 veröffentlichte die US-amerikanische Journalistin Caroline Alexander (* 1956) ein fiktives Tagebuch Mrs. Chippys unter dem Titel Mrs. Chippy’s last expedition. Das Buch beschreibt das Leben an Bord der mit dem Packeis driftenden Endurance vom 15. Januar bis zum 29. Oktober 1915. Ein Gemälde des Stuckisten Wolf Howard (* 1968) stellt Mrs. Chippy unmittelbar vor seiner Erschießung dar. Im Hintergrund sieht man, wie die Männer ein offenes Boot vom eingefrorenen Schiff fortziehen. Am 15. Februar 2011 gab die Post des britischen Überseegebiets Südgeorgien und die Südlichen Sandwichinseln einen Briefmarkensatz heraus, der mit dem Gebiet verbundene Heimtiere („Pets“) zum Thema hat. Motiv der Marke mit dem Nennwert von 1,15 £ ist das von Frank Hurley aufgenommene Foto, das Mrs. Chippy auf der Schulter von Perce Blackborow (1894–1949) zeigt.